# PIECE
PIECEまたはP/ECE（いずれも「ピース」）はアクアプラスによって発売されたPDAもしくは携帯型ゲーム機。
ドリームキャスト用ビジュアルメモリやPlayStation用PocketStationのPC版といった存在で、ファームウェアやソフトウェアの転送を要するため、PCとUSBケーブルが別途必須である。

## 概要
価格は税抜き9,800円。
PCとはUSBで接続する。開発にはGCCが付属し、サンプルゲームとして「おでかけマルチ」などが用意された。本体カラーは初回版は『シルバー&ブラック』。通常版はカラーバリエーションに『クリアレッド』、『パールホワイト』、『クリアブルー』の三種類が存在する。
ハードウェア製品でありながらソフトウェアの流通を経由して市場に出ており、主にパソコンショップのソフトコーナーに置かれた。アクアプラスのPC作品がアダルトゲームを主力としており、その販路を使用したことや、市販ソフトで対応したものがアダルトゲームに多かった事もあり、アダルトゲームコーナーに陳列されることが少なくなかった。発売当初にはメーカー主催でソフトコンテストが行われたほか、内容紹介や解説とソフトを収録した書籍が出版されたりもしたが、前述の販路や、ハードウェアスペック、携帯性などから爆発的な人気とはならず、静かに市場から姿を消した。
市販アプリケーションは単体でのリリースはなく、アクアプラス、並びにその配下のブランドからリリースされたWindows用ソフトウェアに対応ソフトが含まれるほか、いくつかのアダルトゲームソフトハウスにより対応ソフトが作られた。また、そのライセンスや公開された仕様により、ソフトウェア、ハードウェアともに同人活動などに利用され、工作の難易度は高いにもかかわらず、ハードウェアへのアプローチも積極的に行われた。
USBデバイスとしての動作をプログラムによって定義できるため、純正のソフトウェアでジョイスティックとして動作するプログラムや、ユーザの手によって、赤外線リモコンや、NAS用LCDモジュール、USBサウンドデバイスなどとして振舞うプログラムも公開されている。

## 仕様
- 画面：FSTN 4階調のモノクロ液晶
- VRAM：ビットマップ方式
  - スプライトなどはない。
- 解像度：128ドット×88ライン
- CPU：EPSON S1C33209 24MHz（32ビットRISC）
- メインメモリ：SRAM 256KB
- ストレージ：フラッシュRAM 512KB
- サウンド：PWMで再生（ソフトウェア多チャンネル合成）
  - PC-9800シリーズ用の音源ドライバ。P.M.D.の仕様に近似したMMLを利用可能。
- インターフェイス：USBBポート／赤外線ユニット

## 対応ソフトウェア

### 専用ソフト
アクアプラス開発
これらのソフトウェアは、公式サイトからのダウンロード、並びに製品に添付される形でリリースされた。
- Picket - スケジューラ・住所録などのソフト。本体に付属。
- おでかけマルチ - 『To Heart』のキャラクター「マルチ」が活躍する育成シミュレーションゲーム・カードゲーム。初回版に付属。サブセットが通常版用にダウンロード可能になっている。
- Black Wings - アクションRPG。Leafの様々なキャラクターがゲスト出演している。初回版に付属。
- TANK BATTLE - 戦車の性能やアルゴリズムをプログラミングして敵戦車と対決するゲーム。初回版に付属する予定だったが、諸事情により収録されず後日配布された。
- お嬢様は魔女ミニ - 『To Heart』のキャラクターが活躍するアクションゲーム。
- 猪名川で売ろう!! - 『こみっくパーティー』のキャラクターが活躍するカードゲーム。

### 対応ソフトウェアが付属しているパソコンゲームソフト
Leaf/アクアプラス
- 痕（2002年リニューアル版）
- うたわれるもの
- テネレッツァ

その他のソフトハウス
- 催眠術（BLACKRAINBOW）
- 巫 -かんなぎ-（BLACKRAINBOW）
- ハヤシ迷作劇場（林組）
- From M（BLACKRAINBOW）
- 催眠学園（BLACKRAINBOW）

## その他
一般ユーザーによるソフト開発が可能な携帯ゲームということでワンダーウイッチと比較されることが多い。ワンダーウィッチはハードウェアの直接操作を許さない方針だったのに対し、当機はハードウェアの回路図までが公開されており、またソフトウェアの配布もロイヤリティ&ライセンスフリーとした。そのため、ワンダーウィッチから乗り換えたユーザーもいた。また、ファームウェアを含むソフトウェアは著作権こそ保持したままであるが、改変・改造されたものも、必要事項が明記されているという前提で、かつ同機で運用される限りは自由とされている。
本体プロセッサのパフォーマンスはワンダースワンよりも高く設計されている。しかし、液晶はモノクロで解像度も諧調も低く、サウンド面も含め、専用の回路を持たない。そのため、全ての処理に対してプロセッサが直接処理を行う必要があり、システム全体としてのパフォーマンスは低目となると同時に消費電力が大きめになっている。また、電源としてUSBのバスパワー若しくは単三乾電池一本を必要とする。消費電力に対して乾電池の容量はきわめて小さく、携帯時の稼働時間は他のゲーム機などよりも著しく短くなっていた。コントローラ、ボタンを含む塗装、実装には実用性よりも価格や小型であることを重視した部分が見られ、短期間の使用であっても、塗装の剥離、ボタンの故障なども少なくなかった。
ハードウェアの仕様が公開されていることもあり、その大きさから細かな作業が必要とされるにもかかわらず、コアなユーザーの間では改造も広く行われている。中でもデバッグ用のパターンに端子を取り付ける『拡張端子増設』は半ば標準とも呼べる改造であり、積極的に利用されている。同パターンを利用したマルチメディアカード、あるいはSDメモリーカードを読み書きできる手法も考案され、読み出しに対応したカーネルもユーザーの手で製作されている。それに伴ってminiSDカードを本体に内蔵する改造も流行する。仕様を利用したオーバークロックや、デバイスを休止させる事による消費電力の削減等もユーザによって開発され、フラッシュメモリの張り替えによる増設サービスなどもユーザレベルで行われていた。これら、積極的なユーザーの成果が、公式ファームウェアへ反映される現象もあった。

## 関連書籍
- 『P/ECE HANDBOOK』 電波新聞社 ISBN 4-88554-716-4
- 『P/ECE HANDBOOK VOL.2』 電波新聞社 ISBN 4-88554-727-X